# Konstantinos Tasoulas
Konstantinos Tasoulas (em grego: Κωνσταντίνος Τασούλας; nascido em 17 de julho de 1959) é um político e advogado grego que é o atual Presidente da Grécia. Anteriormente, ele serviu como Presidente do Parlamento Helénico de 2019 a 2025. Membro do partido Nova Democracia, ele foi deputado por Ioannina de 2000 a 2025. Ele também serviu brevemente como Ministro da Cultura e Esportes de 2014 a 2015 durante o governo de Antonis Samaras.

## Primeiros anos
Tasoulas nasceu em Ioannina, Grécia, em 17 de julho de 1959. Estudou na Faculdade de Direito de Atenas da Universidade Nacional e Kapodistriana de Atenas, obtendo seu diploma de direito em 1981. Trabalhou como advogado em Atenas e Londres.

## Carreira política inicial
Ingressando no partido Nova Democracia desde cedo, ele serviu de 1981 até 1990 como secretário especial do escritório do veterano político Evangelos Averoff. Em 1990, foi eleito para o conselho municipal do distrito de Kifissia, em Atenas, do qual, em 1994, foi eleito prefeito.
Em 1990, foi nomeado chefe da Organização de Apoio às Exportações, onde serviu até 1993.

## Carreira parlamentar
Em 2000, foi eleito deputado por Ioannina, cargo que ocupou em todas as eleições subsequentes de forma contínua. Em 2006, foi nomeado representante parlamentar do partido Nova Democracia, do qual, em 2010, assumiu o cargo de Secretário-Geral. Em 2007, serviu como Vice-Ministro da Defesa, enquanto, no período de 2014 a 2015, atuou como Ministro dos Esportes e Cultura.

### Presidência do Parlamento
Após as eleições gerais de 2019, Tasoulas foi eleito Presidente do Parlamento Helênico com um recorde de 283 votos a favor, do partido governista ND, bem como dos partidos da oposição Syriza, KINAL, EL e MeRA25, com o Partido Comunista da Grécia submetendo uma moção de 15 votos "presentes" e duas abstenções (de Dimitris Tzanakopoulos e Effie Achtsioglou). Foi também a primeira vez que um Presidente do Parlamento foi eleito por votação aberta.

## Presidente eleito da Grécia
Em janeiro de 2025, o primeiro-ministro Kyriakos Mitsotakis submeteu ao Parlamento para aprovação a candidatura de Tasoulas para o cargo de Presidência da Grécia. Tasoulas aceitou a nomeação, que foi recebida com críticas da oposição. Após quatro rodadas de votação, ele foi eleito pelo parlamento em 12 de fevereiro de 2025, após receber os votos de 160 dos 300 deputados.

## Vida pessoal
Tasoulas é casado com Fani Stathopoulou e eles têm dois filhos.